# IF Fløya
IF Fløya is een Noorse sportclub uit het noorden van de stad Tromsø, de hoofdstad van de provincie Troms. Op 24 juni 1922 werd de club opgericht, die is vernoemd naar de berg Fløya naast de sportaccommodatie. Vooral het vrouwenvoetbal binnen de vereniging is bekend, aangezien deze ploeg twaalf seizoenen lang in de Toppserien speelde. De traditionele kleuren zijn groen-wit.

## Geschiedenis

### Vrouwen
De vrouwelijke voetbalploeg behaalde in het seizoen 2004 en 2005 hun beste competitieresultaten ooit. Men eindigde derde in de Toppserien, daarmee pakte de ploeg twee seizoenen op rij brons. In 2010 speelde de ploeg voor het laatst op het hoogste niveau. Momenteel komen de vrouwen uit in de tweede klasse, de 1. divisjon for kvinner.

### Mannen
De mannenafdeling spelen een bescheiden rol binnen de vereniging. Het komt uit in de hogere amateurreeksen, maar staat in de schaduw van Tromsø IL en Tromsdalen UIL. De ex-profvoetballer Rune Lange begon zijn carrière bij IF Fløya. 